# Cykelbroms
En cykelbroms är en broms på en cykel.
De invändiga växelnaven, eller oväxlade nav, har vanligtvis en invändig bromsmekanism, bestående av en trumbroms som verkar vid ett kortare trampande bakåt. De utvändigt växlade cyklarna har istället bara frihjul i navet och bromsar som verkar på fälgarna, så kallade fälgbromsar. Anledningen till att cyklar med utanpåliggande växlar inte har pedalbroms är att växelmekaniken inte skulle hålla vid de hårda påfrestningar som belastar vid tramp bakåt. Dessa fälgbromsar verkar genom att bromshandtag på styret kläms åt med händerna, varvid kraften via en bromsvajer överförs till en bromsbygel monterad med två bromsklotsar som ligger an mot fälgen. När bromsklotsarna trycks mot fälgen ökar hjulets friktion, vilket leder till sänkning av farten. Mer vanligt idag är att bromsbygeln ersatts av två fjäderbelastade armar monterade direkt på ramen. Dessa finns i varianterna Cantilever och V-broms samt U-broms (denna finns dock bara på BMX cyklar då det är annorlunda fästen för dessa). 
Det finns även skivbromsar av mekanisk och hydraulisk typ. Principen är densamma som på de flesta bilar och motorcyklar och fungerar genom att bromskraften överförs från ett handtag till bromsklotsar i ett ok som sitter vid fram- och/eller bakgaffeln på cykeln. Bromsklotsarna klämmer om en skiva som fästs vid cykelns nav och följer hjulets rotation. Det ger en effektiv broms som fungerar i alla väder och i princip är underhållsfri.
Cyklar med fotbroms saknar ibland helt broms på framhjulet, men då det finns var det på de tidigaste cyklarna en mekanik som bromsade mot däcket, men har på cyklar tillverkade efter 1930-talet ersatts helt av trumbromsar och efter 1970-talet tillkom även fälgbromsar.
Trumbromsarnas fördel är att de bromsar lika bra oavsett väderlek eller luftfuktighet, sen kräver de inte lika mycket underhåll. Fälgbromsarna kräver mer underhåll, kan slira om det är fukt på fälgen och slits ut snabbare. I de flesta fall är fälgbromsen effektivare än trumbromsen, och även billigare. På de flesta cyklar är fälgbromsar vanligast på framhjulet och trumbromsar bak om fotbroms finns, annars är det också fälgbroms bak.
På moderna cyklar, tillverkade under 2000-talet har trumbromsen på framhjulet börjat komma tillbaka på exklusivare cyklar, inte sällan kombinerad med en navdynamo för belysningen.